# Annette von der Bey

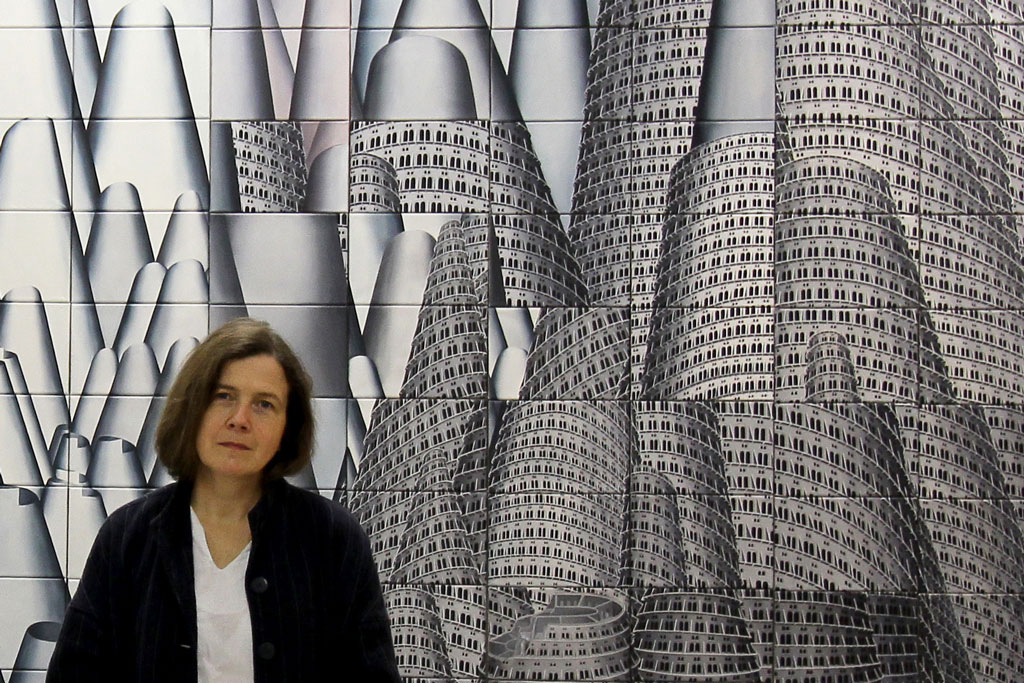
Annette von der Bey vor der Installation Turmbau, 2019

Annette von der Bey (* 1. Juni 1965 in Remscheid) ist eine deutsche Malerin und Illustratorin.

## Leben
Annette von der Bey studierte von 1986 bis 1994 Malerei an der Kunstakademie Düsseldorf bei Jan Dibbets, Tony Cragg und Fritz Schwegler. 1990 wurde sie Meisterschülerin von Fritz Schwegler.
Neben ihrer Arbeit als freischaffende Künstlerin realisiert sie Projekte im Bereich Illustration und Design.

## Werk
Von der Beys Bilder zeichnen sich durch eine feine, detailreiche Malweise in Öl auf Leinen aus. Inhaltlich beschäftigt sich ihr Werk mit dem Einzelnen als individueller Einheit und dessen Auflösung in der Menge. Mit dem Prinzip der Wiederholung und der Reihung setzt von der Bey Bilder zu raumgreifenden Installationen zusammen.

## Auszeichnungen
- 1988–1989: Stipendium der Friedrich-Ebert-Stiftung
- 1989–1992: Stipendium der Studienstiftung des Deutschen Volkes
- 1991: Auslandsstipendium der Studienstiftung des Deutschen Volkes in Barcelona/Spanien
- 1997: Stipendium der Eduard-Bargheer-Stiftung[5]

## Ausstellungen (Auswahl)
- 1989: „Explosition“, Avignon/F
- 1990: „Jugend formt“, Mathildenhöhe, Darmstadt
- 1990: „Treibhaus V“, Museum Kunstpalast, Düsseldorf
- 1991: „Heilig“, Alte Feuerwache, Mannheim
- 1991: „¿alles oder nichts?“, Galerie Arndtstraße, Berlin
- 1993: „vida e morte“, Studiengalerie der Universität Duisburg
- 1994: „Tücher...Fahnen, Flaggen und Standarten“, Studiengalerie der Universität Duisburg
- 1995: „SüdwestLB Kunstpreis `95“
- 1995: „Freunde“, Jasim Gallery, Düsseldorf
- 1997: „SüdwestLB Kunstpreis `97“
- 1997: „Garage“, Bonn
- 1996: „Poids lourd“, Rhenania Kunsthaus, Köln
- 1996: Kochstraße 60, Unikopie, Berlin
- 1998: „Turmbauten“, Köllmann modern art, Wiesbaden
- 1999: „Objektform“, Wiesbaden
- 2002: „airport art“, Airport Gallery, Frankfurt/Main
- 2003: CP Galerie, Wiesbaden
- 2004: „Lust und Logik“, CO10 Galerie, Düsseldorf
- 2008: „Triptychon“, concerning mg, Citykirche Mönchengladbach
- 2008: „vorübergehend geklotzt“, Interfood-Vitrine, Aachen
- 2008: „afternoon of a duesseldorf faun, part two“, Galerie Andreas Brüning, Düsseldorf
- 2008: „Bedauerliche Zutaten“, St. Fronleichnam, Aachen
- 2009: „Himmel & Hölle“, Galerie Peter Lethert, Bad Münstereifel
- 2010: „Vermessene Zeit“, Kunsthalle Vierseithof, Luckenwalde
- 2011: „Werke der Sammlung Haberent“, Kunsthalle Vierseithof, Luckwalde
- 2011: „Die Krone der Schöpfung“, Galerie Peter Lethert, Bad Münstereifel
- 2012: Jahresausstellung, Kasia Zorn, Berlin
- 2013: „ANTE GENESIS POST GENESIS“, Galerie Peter Lethert, Bad Münstereifel
- 2014: „4 artists-4positions“, Galerie Peter Lethert, Bad Münstereifel
- 2016: „Babylon-Wunder, Wahn und Wirklichkeit“. Kunstpreis der Bernd und Gisela Rosenheim-Stiftung 2016, RAR, Spijkenisse/NL
- 2018: "Kugelbilder", Galerie Peter Lethert, Bad Münstereifel[1]
- 2018: "Gedrängefaktor", Galerie Peter Lethert, Bad Münstereifel[1]
- 2019: "bauhaus*innen räume 1919-2019", Frauenmuseum Bonn[1]
- 2021: "Langeweile im Paradies", Frauenmuseum Bonn[6]
- 2021: "26.Kunstmesse - Künstlerinnen 2021", Frauenmuseum Bonn[7]